# Zastava M88
Застава М88 — югославский и сербский самозарядный пистолет производства компании «Застава Оружие».

## Описание
Создан на основе конструкции пистолета Токарева и югославских модификаций M57 и M70A. Для стрельбы используются патроны 9×19 мм Парабеллум и .40 S&W.

## Варианты и модификации
- Zastava M88A - вариант с более безопасным спуском.

## Эксплуатация и боевое применение
- Югославия - использовался в Югославской Народной Армии
- Сербия - использовался правоохранительными органами
- США - продаётся на гражданском рынке огнестрельного оружия